# Sylvia Miles
Pour les articles homonymes, voir Miles.
Sylvia Miles, nom de scène de Sylvia Reuben Lee, est une actrice américaine née le 9 septembre 1924 à New York et morte le 12 juin 2019 à Manhattan.

## Biographie

### Enfance
Née Sylvia Reuben Lee, Sylvia Miles est la fille de Belle (née Fellman) et Reuben Lee, un fabricant de meubles.
Il a également longtemps existé une part de mystère autour de son âge. Si son anniversaire est bien le 9 septembre, son année de naissance a été sujette à caution. L'année 1932 a été avancée mais plusieurs déclarations de l'intéressée faisaient état d'une naissance en 1934. Mariée en 1948 à William Miles, elle aurait donc été âgée de 14 ans le jour des noces, ce qui est impossible. Sa date de naissance était finalement formellement établie à la faveur d'une carte d'entrée sur le territoire américain (formulaire I-94/form I-94) datée de 1962 à l'occasion d'un vol Londres-New-York.
Sylvia Miles s'est toujours montrée réticente à faire le récit de son enfance. Les rares biographies dont on dispose à son sujet font état d'une très grande affection pour son père mais peu voire aucune précision sur les rapports entretenus avec sa mère ou avec toute autre relation.

### Carrière

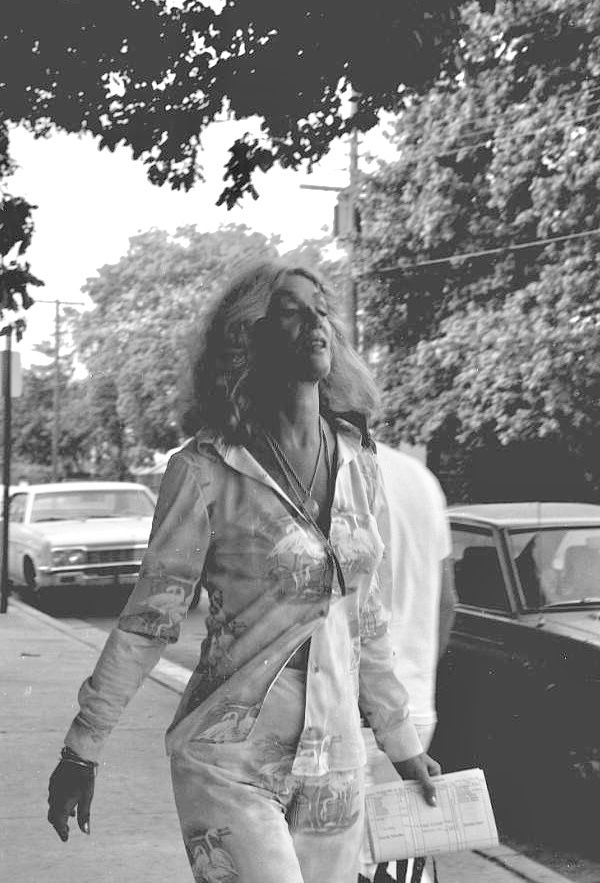
Sylvia Miles pendant le tournage de 92 in the Shade en 1974.

Miles commence sa carrière sur scène en 1947, à la télévision et au cinéma en 1954. Au début des années 1960, elle joue le rôle de Sally Rogers dans l'épisode pilote de ce qui deviendra le Dick Van Dyke Show, plus tard pris par Rose Marie pour la série. Elle a joué Off-Broadway dans Ruthless!, The Musical (1992) au Players Theatre, à New York, interprétant Sylvia St. Croix, interprétée à l'origine par Joel Vig en drag, elle était l'une des rares femmes à jouer le rôle. Miles a été sélectionné dans le film Macadam Cowboy (1969) en tant que vieille gardienne de Park Avenue, qui a invité Joe Buck (Jon Voight) à se rendre dans son appartement de grand standing. Ce rôle lui a valu une nomination aux Oscars pour la meilleure actrice dans un second rôle, bien qu'elle soit passée à l'écran pendant environ six minutes. Elle a reçu une deuxième nomination aux Oscars dans la catégorie Meilleure actrice dans un second rôle pour son rôle légèrement plus important (huit minutes) dans Farewell, My Lovely (1975).
Miles a joué un rôle dans le film à suspense indien Shalimar (1978). Elle est apparue dans la version cinématographique d'Agatha Christie de Meurtre au Soleil (1982), représentant un Broadway producteur, l' un de ses rôles de film plus grand public. Elle a joué l'agent immobilier Dolores dans le film d'Oliver Stone Wall Street (1987), rôle qu'elle a repris dans Wall Street: Money Never Sleeps (2010).
Wayland Flowers et sa marionnette, Madame, prononcèrent pour la première fois la phrase largement citée : « Sylvia Miles et Andy Warhol assisteraient à l'ouverture d'une enveloppe ». En 1976, le magazine People a répété la blague sans citer de source. Sylvia Miles a joué dans le film de Warhol, Heat (1972). Elle a également figuré dans des films grand public, notamment 92 dans The Shade, Critical Condition, The Great Scout & Cathouse Thursday, Crossing Delancey et la comédie de 1989, She-Devil, dans laquelle elle incarne la mère du personnage de Meryl Streep .
En 1973, dans un restaurant de New York, Miles dépose publiquement une assiette de nourriture sur la tête du critique John Simon pour ses commentaires négatifs à son sujet dans une critique de film. Dans ses dernières années, Miles a joué dans quelques rôles à la télévision tels que Sex and the City et One Life to Live, ainsi que dans les films Go Go Tales et Wall Street: Money Never Sleeps.

## Filmographie
- 1960 : Crime, société anonyme (Murder, Inc.) : Sadie
- 1961 : La Soif de la jeunesse (Parrish) : Eileen
- 1963 : Les Scorpions noirs (Violent Midnight) : Silvia
- 1964 : Terror in the City : Rose
- 1969 : Macadam Cowboy (Midnight Cowboy) : Cass
- 1971 : The Last Movie : Script clerk
- 1971 : Who Killed Mary What's 'Er Name? : Christina
- 1972 : Heat : Sally Todd
- 1975 : Adieu ma jolie (Farewell, My Lovely) : Jessie Halstead Florian
- 1975 : 92 in the Shade : Bella
- 1976 : Un cow-boy en colère (The Great Scout & Cathouse Thursday) de Don Taylor : Mike
- 1977 : La Sentinelle des maudits (The Sentinel) : Gerde Engstrom
- 1978 : Le Défi mortel (Shalimar) : Contesse Rasmussen
- 1978 : Zero to Sixty : Flo Ames
- 1981 : Massacres dans le train fantôme (The Funhouse) : Madame Zena
- 1982 : Meurtre au soleil (Evil Under the Sun) : Myra Gardener
- 1983 : No Big Deal (TV) : Principal Bellows
- 1985 : Deux flics à Miami (Miami Vice) - Saison 1, épisode 20 : Madame Goldman
- 1987 : Toubib malgré lui (Critical Condition) : Nurse Maggie Lesser
- 1987 : La Belle au bois dormant (Sleeping Beauty) : Red Fairy
- 1987 : Wall Street : Agent immobilier
- 1988 : Izzy et Sam (Crossing Delancey), de Joan Micklin Silver : Hannah Mandelbaum
- 1988 : Spike of Bensonhurst (en) de Paul Morrissey : Congresswoman
- 1989 : She-Devil, la diable (She-Devil) : Mrs. Fisher
- 1995 : Denise au téléphone (Denise Calls Up) d'Hal Salwen : Sharon
- 2000 : The Boys Behind the Desk
- 2002 : High Times Potluck : Ma
- 2003 : Rose's : Ms. P
- 2007 : Go Go Tales : Lilian Murray
- 2010 : Wall Street : L'argent ne dort jamais d'Oliver Stone : Agent immobilier